# Bombardiere pesante

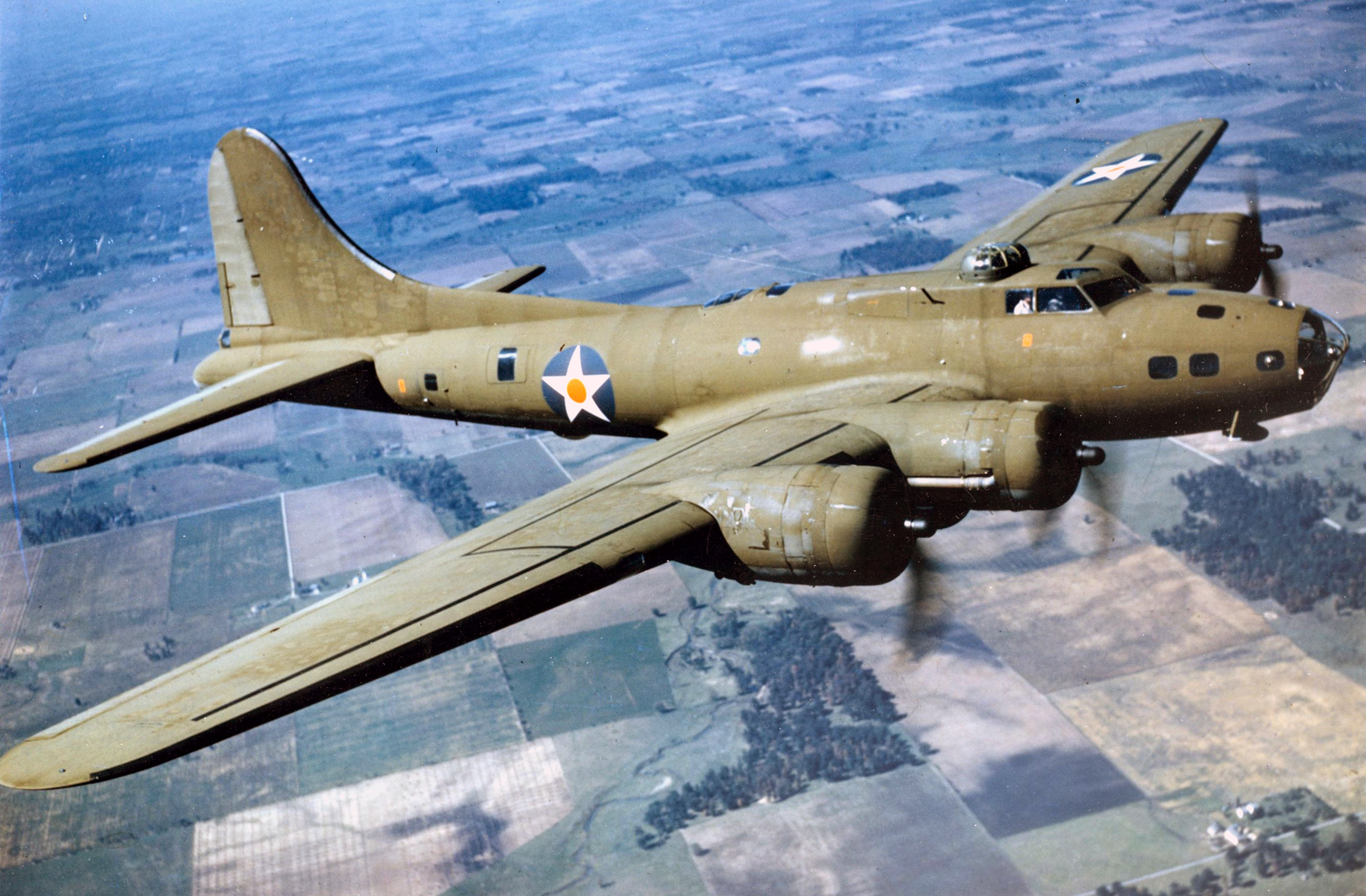
Un Boeing B-17 Flying Fortress nel 1942

I bombardieri pesanti sono una categoria di aerei militari di grandi dimensioni, caratterizzati dal poter trasportare un grande carico di bombe e dall'avere una enorme autonomia, capaci di bombardamenti strategici e voli intercontinentali.
La definizione è caduta in disuso dall'avvento dei bombardieri strategici durante la Guerra Fredda.

## Descrizione
I bombardieri pesanti sono plurimotori, quasi sempre con almeno 4 motori (l'He-177 è una delle rare eccezioni anche se ognuno dei suoi due motori era costituito a sua volta da altri due motori per un totale di 24 cilindri per motore).
Il carico bellico è solitamente di oltre 9 tonnellate di bombe convenzionali oppure di una bomba nucleare, di alcuni missili o razzi.
Il capostipite dei bombardieri pesanti è il B-17, sviluppato poco prima della seconda guerra mondiale. Alcuni esempi famosi sono l'americano B-52 o il russo Tu-16.

## Storia
Sin dall'invenzione della tecnica del bombardamento nella prima guerra mondiale quando ancora gli Zeppelin bombardavano l'Inghilterra durante la Grande guerra, i bombardieri si sono distinti in due categorie principali: leggeri e pesanti. Uno dei primi esempi di questi velivoli è il Tupolev ANT-6, un velivolo ancora primitivo per essere un bombardiere pesante, che però diede l'impulso per la costruzione di velivoli simili.
Il vero sviluppo ci fu con la Seconda guerra mondiale con la nascita di una nuova generazione di velivoli capaci di prestazioni decisamente migliori rispetto ai precedenti.
Queste prestazioni erano richieste dai requisiti di colpire bersagli più lontani (basti pensare all'Amerikabomber tedesco) più velocemente e con carichi più grandi.
Questi velivoli vennero poi seguiti dai giganti a reazione della Guerra fredda.

## Esempi

### Americani
- Consolidated B-24 Liberator
- Boeing B-17 Flying Fortress
- Convair B-36
- Boeing B-29 Superfortress

### Tedeschi
- Me-264
- Heinkel He 177

### Russi
- Myasishchev M-4
- Tupolev Tu-95